# Július Šupler
Július Šupler (* 27. října 1950, Poprad) je slovenský hokejový trenér, který vedl slovenskou reprezentaci v letech 1993–1996 a 2006–2008.

## Hráčská a trenérská kariéra

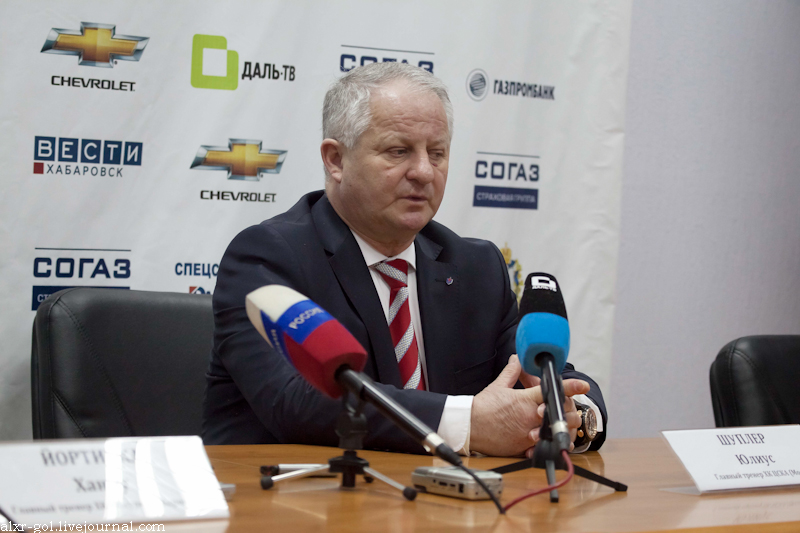
Július Šupler

S hokejem začínal v rodném Popradě, později pokračoval v Liptovském Mikuláši (oba týmy hrály v tehdejší 1. slovenské národní hokejové lize). V letech 1970–1972 byl hráčem Slovanu Bratislava a 1972–1976 VSŽ Košice.
Jako trenér v roce 1992 získal titul pro Duklu Trenčín. V letech 1993–1995 přivedl slovenskou reprezentaci do A kategorie Mistrovství světa. V letech 1996–2006 trénoval kluby Portland Winterhawks (ve Western Hockey League), Slovan Bratislava a HK Riga 2000.
V roce 2006 se stal znovu trenérem slovenské reprezentace. Po roce 2008, kdy na mistrovství světa v ledním hokeji obsadili Slováci 13. místo, byl nahrazen Jánem Filcem.
V letech 2012–2013 byl trenérem HC Donbass.